# Lego-filmen
Lego-filmen (original: The Lego Movie), i marknadsföringen skrivet LEGO filmen, är en animerad långfilm från 2014 som utspelar sig i en värld byggd av Lego.

## Handling
Legofiguren Emmet jobbar som byggjobbare. En dag upptäcker han att en mystisk kvinna, Wyldstyle, tagit sig in på byggarbetsplatsen. Han jagar henne, men faller ner i ett dolt hål, där han hittar en underlig artefakt som tycks tala till honom. Den fastnar på honom. Emmet blir förhörd av polisen, men fritas av Wyldstyle som visar sig vara en "mästerbyggare". Hon berättar att hon har letat länge efter artefakten som enligt legenden ska visa vägen till en utvald person. Hon tar Emmet till en annan värld, där den vise mästaren Vitruvius försöker träna upp Emmet utan framgång. Den onde Lord Business' styrkor anfaller dock och lyckas slutligen fånga in gänget, där även Batman och flera andra Legofigurer medverkar. Emmet beslutar sig för att försöka rädda sina vänner från Lord Business' högkvarter, men blir också infångad. Lord Business tar artefakten från Emmet, som visar sig vara en kork till en klistertub, som Lord Business tänkt att använda för att se till att allt Lego förblir såsom det var tänkt från början.

## Röster

### Originalröster
- Chris Pratt – Emmet Brickowski
- Will Ferrell – Lord Business och "The Man Upstairs"
- Elizabeth Banks – Wyldstyle/Lucy
- Will Arnett – Batman
- Liam Neeson – Bad Cop/Good Cop och Pa Cop som är Bad Cop/Good Cops far
- Morgan Freeman – Vitruvius
- Nick Offerman – MetalBeard
- Alison Brie – Princess Uni-Kitty
- Charlie Day – Benny
- Channing Tatum – Superman
- Jonah Hill – Green Lantern
- Cobie Smulders – Wonder Woman
- Jadon Sand – Finn
- Melissa Sturm – Gail och Ma Cop som är Bad Cop/Good Cops mor

### Svenska röster
- Linus Wahlgren – Emmet Brickowski
- Linda Ulvaeus – Wyldstyle
- Allan Svensson – Vitruvius
- Figge Norling – ordförande Business
- Adam Fietz – Batman
- Johan Hedenberg – dum snut
- Jakob Stadell – snäll snut
- Ole Ornered – Metallskägg
- Christian Hedlund – Benny
- Fredrik Hiller – Superman
- Pernilla Wahlgren – prinsessan Uni-Kitty

- Övriga röster – Anders Byström, Anders Öjebo, Anna Sophocleous, Anna Isbäck, Annika Rynger, Christopher Carlqvist, Ester Sjögren, Göran Gillinger, Hasse Jonsson, Jörn Savér, Lasse Svensson, Linda Hartman, Olle Rynger, Scott Isitt, Steve Kratz
- Översättare – Anoo Bhagavan
- Dialogregi – Hasse Jonsson
- Sånginstruktör – Anders Öjebo
- Projektledare – Anna Sophocleous
- Svensk version producerad av Eurotroll AB[1][2]

## Soundtrack
Filmens soundtrack, The Lego Movie: Original Motion Picture Soundtrack, släpptes den 4 februari 2014 genom WaterTower Music. Ledmotivet "Everything Is Awesome" släpptes på singel den 27 januari, och framförs av Tegan and Sara och The Lonely Island. "Everything Is Awesome" Oscarnominerades på Oscarsgalan 2015 men förlorade mot "Glory" från filmen Selma.